# Kâzım Koyuncu
Pour les articles homonymes, voir Koyuncu.
Kâzım Koyuncu, né le 7 novembre 1971 à  Hopa dans la province d'Artvin et mort le 25 juin 2005 à Istanbul, est un auteur-compositeur-interprète ainsi qu'un activiste turc d'origine laze.
Il a enregistré des chansons dans les langues parlées le long du nord-est de la mer Noire, comme dans les dialectes régionaux turcs. Il a été le fondateur du groupe folk-rock Zuğaşi Berepe (« Enfants de la mer » en laze), en 1993. Ses deux albums solos ont obtenu un grand succès en Turquie et en Géorgie. Il est mort d'un cancer des poumons en 2005.
Ses chansons comprennent aussi des textes en arménien, hémichi, géorgien et mingrélien. Il s'est opposé à la construction d'un réacteur nucléaire à Sinop.

## Culture populaire
Le film de Fatih Akın De l'autre côté rend musicalement hommage à plusieurs reprises à Kâzım Koyuncu : le caissier d'un poste d'essence mentionne la mort prématurée de Koyuncu et la relie à la catastrophe de Tchernobyl, alors que son tube Ben seni sevdiğimi résonne dans le magasin.

## Discographie

### avec Zuğaşi Berepe
- 1995: Va Mişkunan (« Nous ne savons pas » en laze)
- 1998: İgzas (« Vous partez » en laze)
- 1998: Brüksel Live

### avec le Grup Dinmeyen
- 1992: Sisler Bulvarı

### Albums solo
- 2001: Viya!
- 2004: Hayde
- 2006: Dünyada Bir Yerdeyim (posthume)